# Péguy Luyindula
Péguy Luyindula Makenda (født 25. maj 1979 i Kinshasa, Zaire) er en congolesisk født fransk tidligere fodboldspiller, der spillede som angriber. Gennem karrieren spillede han blandt andet for Niort FC, RC Strasbourg, Olympique Lyon og Marseille, samt på lejebasis hos AJ Auxerre og spanske Levante UD.
Luyindula var med RC Strasbourg med til at vinde pokalturneringen Coupe de France i 2001. Efter skiftet til Olympique Lyon vandt han her det franske mesterskab tre år i træk.

## Landshold
Luyindula nåede seks kampe og én scoring for det franske landshold, som han debuterede for den 18. februar 2004 i et opgør mod Belgien. 